# 菊地美智子
菊地 美智子（きくち みちこ、1939年8月21日 - ）は元ラジオ大阪のアナウンサー。

## 来歴・人物
徳島県徳島市出身。関西学院大学卒業後にラジオ大阪に入社。1962年から1985年まで23年間続いた「ハイ赤ちゃん相談室」など数々の番組に出演。また、子育ての経験を生かして番組にも出演し、著書も出版していた。
1985年には「李順子・望郷の唄・アリラン」で取材とナレーションを手掛け、その年の民放祭コンクールのラジオ教養部門で最優秀賞を受賞。
現在は別部署に所属。

## 過去の出演番組
- 題名のない番組
- 男と女でダバダバだ!!
- 月亭八方のこれも何かのご縁です[1]
- 春蝶のだから土曜日
- マイライフインタビュー
- ハイ赤ちゃん相談室[1]

## 著書（共著）
- 「赤ちゃん健康相談室」
- 「これはかんたん!お魚クッキング」